# Hexaconazol
Hexaconazol ist ein Wirkstoff zum Pflanzenschutz und eine chemische Verbindung aus der Gruppe der Triazole.

## Gewinnung und Darstellung
Hexaconazol kann durch eine mehrstufige Reaktion aus m-Dichlorbenzol und Pentansäurechlorid mit Trimethylsulfoniumiodid und dem Natriumsalz von 1,2,4-Triazol gewonnen werden.

## Eigenschaften
Hexaconazol ist ein farbloser Feststoff, der praktisch unlöslich in Wasser ist.

## Verwendung
Hexaconazol wird als Breitband-Fungizid gegen Schlauch- und Ständerpilze bei Wein (gegen Schwarzfäule), Äpfeln (gegen Echter Mehltau), Kaffee und Erdnüssen verwendet. Es wurde 1986 unter den Namen Contaf, Anvil und Planeta auf den Markt gebracht. Es wirkt als Hemmer der Steroid-Demethylierung.

## Zulassung
Im November 2006 entschied die EU-Kommission, dass Hexaconazol nicht in Anhang I der Richtlinie 91/414/EWG aufgenommen werden soll. Daher darf es heute in der EU nicht als Wirkstoff in Pflanzenschutzmitteln verwendet werden.
In den EU-Staaten einschließlich Deutschland und Österreich sowie in der Schweiz sind keine Pflanzenschutzmittel mit diesem Wirkstoff zugelassen.